# Oskar Czerwenka
Oskar Czerwenka (ur. 5 lipca 1924 w Linzu, zm. 1 czerwca 2000) – austriacki śpiewak operowy, bas.

## Życiorys
Studiował u Ottona Iro w Konserwatorium Wiedeńskim. Zadebiutował jako śpiewak w 1947 roku w Grazu rolą Pustelnika w Wolnym strzelcu. W 1951 roku został przyjęty do zespołu Opery Wiedeńskiej. Śpiewał zarówno role poważne (Rocco w Fideliu, Komandor w Don Giovannim), jak i komediowe (Suplice w Córce pułku, Waldner w Arabelli). Do jego popisowych ról zaliczał się Baron Ochs w Kawalerze srebrnej róży, debiutował w niej w 1959 roku na festiwalu operowym w Glyndebourne i w nowojorskiej Metropolitan Opera W 1961 roku otrzymał tytuł Kammersänger. W 1965 roku w Hamburgu kreował rolę Jacobowsky’ego w trakcie prapremierowego przedstawienia opery Giselhera Klebego Jacobowsky und der Oberst.
Opublikował książkę Lebenszeiten-Ungebetene Briefe (Wiedeń 1987).